# Fanny Kassel
Pour les articles homonymes, voir Kassel.
Fanny Kassel, née en 1983, est une mathématicienne française, directrice de recherche au CNRS, à l'IHÉS.

## Carrière
Elle a obtenu son doctorat à l'Université Paris-Sud XI - Orsay en 2009 sous la direction d'Yves Benoist avec une thèse sur Quotients compacts d'espaces homogènes réels ou p-adiques. D'abord chargée de recherche au CNRS, au Laboratoire Paul-Painlevé de l'Université Lille 1, de 2011 à 2016, elle rejoint l'IHÉS en septembre 2016.
Elle est lauréate de la médaille de bronze du CNRS 2015 .
« Les travaux de Fanny Kassel s’articulent autour des espaces homogènes pseudo-riemanniens. Avec ce fil conducteur, Fanny Kassel a touché en profondeur à des domaines aussi différents que les groupes de Lie, la géométrie hyperbolique, la théorie spectrale ».
Selon Nicolas Bergeron de l'Université Pierre-et-Marie-Curie à Paris : « En utilisant des techniques modernes qui mêlent théorie des groupes et systèmes dynamiques, Fanny Kassel a réussi à trouver et à classifier des espaces localement équivalents à ces espaces modèles compliqués. Elle a su apporter de nouveaux points de vue sur ces questions géométriques qu'on a commencé à se poser à l'aube du XXe siècle ».
En 2024, elle reçoit la médaille de mathématiques de l'Académie des Sciences